# Argiope ocula
Argiope ocula là một loài nhện trong họ Araneidae.
Loài này thuộc chi Argiope. Argiope ocula được Irving Fox miêu tả năm 1938.